# Alireza Rezaji Manesz
Alireza Rezaji Manesz (pers. علیرضا رضایی منش) – irański zapaśnik w stylu wolnym. Zdobył brązowy medal na mistrzostwach Azji w 1993; czwarty w 1995. Trzeci w Pucharze Świata w 1992. Uniwersytecki mistrz świata w 1996 roku.